# Les Loges (Alt Marne)
Les Loges és un municipi francès situat al departament de l'Alt Marne i a la regió del Gran Est. L'any 2007 tenia 139 habitants.

## Demografia

### Població
El 2007 la població de fet de Les Loges era de 139 persones. Hi havia 56 famílies de les quals 20 eren unipersonals (12 homes vivint sols i 8 dones vivint soles), 12 parelles sense fills i 24 parelles amb fills.
La població ha evolucionat segons el següent gràfic:
Habitants censats

### Habitatges
El 2007 hi havia 70 habitatges, 57 eren l'habitatge principal de la família, 7 eren segones residències i 6 estaven desocupats. 66 eren cases i 4 eren apartaments. Dels 57 habitatges principals, 46 estaven ocupats pels seus propietaris, 8 estaven llogats i ocupats pels llogaters i 3 estaven cedits a títol gratuït; 1 tenia una cambra, 1 en tenia dues, 6 en tenien tres, 11 en tenien quatre i 38 en tenien cinc o més. 46 habitatges disposaven pel capbaix d'una plaça de pàrquing. A 33 habitatges hi havia un automòbil i a 18 n'hi havia dos o més.

### Piràmide de població
La piràmide de població per edats i sexe el 2009 era:
| Homes | Edats   | Dones |
| ----- | ------- | ----- |
| 0     | 95 o +  | 0     |
| 0     | 90 a 94 | 0     |
| 0     | 85 a 89 | 4     |
| 4     | 80 a 84 | 4     |
| 4     | 75 a 79 | 4     |
| 4     | 70 a 74 | 8     |
| 4     | 65 a 69 | 4     |
| 4     | 60 a 64 | 8     |
| 4     | 55 a 59 | 0     |
| 8     | 50 a 54 | 0     |
| 8     | 45 a 49 | 8     |
| 0     | 40 a 44 | 4     |
| 4     | 35 a 39 | 0     |
| 4     | 30 a 34 | 4     |
| 0     | 25 a 29 | 0     |
| 8     | 20 a 24 | 8     |
| 4     | 15 a 19 | 12    |
| 0     | 10 a 14 | 4     |
| 0     | 5 a 9   | 0     |
| 4     | 0 a 4   | 4     |

## Economia
El 2007 la població en edat de treballar era de 72 persones, 47 eren actives i 25 eren inactives. De les 47 persones actives 45 estaven ocupades (27 homes i 18 dones) i 2 estaven aturades (2 homes). De les 25 persones inactives 13 estaven jubilades, 4 estaven estudiant i 8 estaven classificades com a «altres inactius».

### Ingressos
El 2009 a Les Loges hi havia 57 unitats fiscals que integraven 134 persones, la mediana anual d'ingressos fiscals per persona era de 13.200 €.

### Activitats econòmiques
Dels 3 establiments que hi havia el 2007, 2 eren d'empreses de fabricació d'altres productes industrials i 1 d'una empresa de comerç i reparació d'automòbils.
L'únic establiment comercial que hi havia el 2009 era una botiga de mobles.
L'any 2000 a Les Loges hi havia 9 explotacions agrícoles.

## Fills il·lustres
- Philippe Verdelot (1480 o 1485 – mort vers 1530 o 1532?) fou un músic madrigalista.

## Poblacions més properes
El següent diagrama mostra les poblacions més properes.